# Turkiestański Komitet Narodowy
Turkiestański Komitet Narodowy (niem. Turkestanisches Nationalkommitee, ros. Туркестанский национальный комитет) – kolaboracyjne przedstawicielstwo narodowe narodów ZSRR z Azji Środkowej w III Rzeszy podczas II wojny światowej.

## Historia
Komitet powstał w sierpniu 1942 r. w Berlinie pod patronatem Ostministerium kierowanego przez Alfreda Rosenberga. Reprezentował interesy narodów Azji Środkowej kolaborujących z Niemcami, które chciały na obszarze sowieckiego Kazachstanu, Uzbekistanu, Kirgistanu, Tadżykistanu i Turkmenistanu stworzenia niepodległego Turkiestanu przy pomocy wojsk hitlerowskich.
Na jego czele stał jako prezydent Uzbek Weli Kajum-chan, zaś funkcję sekretarza generalnego pełnił Uzbek Karimi, a następnie Kazach Kanatbaj. W skład prezydium wchodziło 4 Kazachów, 3 Turkmenów, 3 Uzbeków, 2 Tadżyków i 2 Kirgizów. Jednakże między przedstawicielami różnych narodów trwały walki frakcyjne, aby zrealizować własne interesy. Do kompetencji Komitetu należały sprawy kulturalne, oświatowe, propagandowe, publikacyjne. Były to faktycznie drugorzędne kompetencje, gdyż Niemcy zamierzali traktować Komitet jedynie jako instytucję fasadową, bez realnej władzy.
Komitet odgrywał dużą rolę przy formowaniu w I poł. 1942 r. na obszarze Generalnego Gubernatorstwa i okupowanej Ukrainy dwóch Legionów Turkiestańskich. Następnie jego działacze prowadzili wśród żołnierzy z Azji Środkowej działalność propagandową w duchu pro-niemieckim i antykomunistycznym, oświatową (różne kursy i szkolenia), kulturalną i publikacyjną, wydając narodowe gazety oraz różne publikacje, odezwy, ulotki itp. W maju 1944 r. w Wiedniu pod patronatem Komitetu doszło do zwołania wszechświatowego zgromadzenia narodów Azji Środkowej. Działalność Komitetu trwała do zakończenia wojny w maju 1945 r.

## Skład organizacyjny
- prezydent – Uzbek Weli Kajum-chan
- sekretarz generalny – Uzbek Karimi, następnie Kazach Kanatbaj
- oddział ochrony zdrowia – Uzbek Karimi
- oddział naukowy – Uzbek Salimi, następnie Uzbek Osman
- oddział wojskowy – Uzbek Bajmirza Hait
- oddział jeńców wojennych – Kazach? Łukin
- oddział zabezpieczenia i aprowizacji ludności cywilnej – Uzbek Nur-Mamed
- oddział uchodźców – Kazach Nur-Bajak, następnie Kazach Nuri-Bek
- oddział religijny – mułła Orosman, inspektor – Uzbek N. Nakib-Chodża
- oddział propagandy wojennej – Uzbek lejtnant Chakim
- oddział propagandy politycznej – Kirgiz Ałambet
- oddział prasy – Uzbek Achmedżan
- oddział radiowy – Uzbek Żermet
- oddział muzyczny i teatralny – Uzbek Kudurtełła